# La Sierpe (Cuba)
La Sierpe è un comune di Cuba, situato nella provincia di Sancti Spíritus.